# Horror of Fang Rock
Horror of Fang Rock (El horror de Fang Rock) es el primer serial de la 15.ª temporada de la serie británica de ciencia ficción Doctor Who, emitido originalmente en cuatro episodios semanales del 3 al 24 de septiembre de 1977.

## Argumento
Cuando se dirigen a Brighton para que Leela la conozca, la TARDIS aterriza en la isla de Fang Rock, en la costa sur de Inglaterra, a principios del siglo XX. Dándose cuenta de que el faro no funciona bien, el Cuarto Doctor, a la que va a pedir orientación, decide ir a investigar, ya que la TARDIS parece haberse "perdido en la niebla". A su llegada al faro, y tras presentarse, el Doctor descubre el cuerpo de uno de los cuidadores, Ben. Los otros dos, el viejo y supersticioso Reuben y el joven y entusiasta Vince Hawkins, le cuentan que cayó una luz del cielo cerca de la isla. También le explican que la corriente eléctrica al foco del faro se ha vuelto errático, y el Doctor deduce que algo se está alimentando de la corriente. Reuben no ayuda con sus constantes referencias a la mítica Bestia de Fang Rock, que se supone aterrorizó en una época el faro. Mientras el Doctor y Leela exploran, algo saca el cuerpo de Ben fuera del faro y se lo lleva a la isla, y son testigos de un curioso chispazo eléctrico que parece matar a los peces cercanos...

### Continuidad
Louise Jameson (Leela) deja de llevar sus lentes de contacto marrones al final de este serial, con el súbito cambio de color explicado como una dispersión de pigmentos causada por mirar directamente a una explosión brillante. Como se menciona en los comentarios de más de un DVD, Jameson sentía dolor al llevar las lentes, y exigió que se las quitaran como condición para interpretar a Leela una temporada más.

## Producción
| Episodio          | Fecha de emisión         | Duración | Espectadores en millones | Estado en el archivo  |
| ----------------- | ------------------------ | -------- | ------------------------ | --------------------- |
| Episodio 1        | 3 de septiembre de 1977  | 24:10    | 6,8                      | Cinta original en PAL |
| Episodio 2        | 10 de septiembre de 1977 | 24:10    | 7,1                      | Cinta original en PAL |
| Episodio 3        | 17 de septiembre de 1977 | 23:12    | 9,8                      | Cinta original en PAL |
| Episodio 4        | 24 de septiembre de 1977 | 23:49    | 9,9                      | Cinta original en PAL |
| [ 1 ] [ 2 ] [ 3 ] |                          |          |                          |                       |

Entre los títulos provisionales de la historia se incluyen The Monster of Fang Rock (El monstruo de Fang Rock) y The Beast of Fang Rock (La bestia de Fang Rock). Horror of Fang Rock fue un reemplazo de última hora de los guiones que Terrance Dicks había enviado originalmente, un cuento de vampiros titulado The Vampire Mutations, que se canceló cuando estaba a punto de comenzar la producción al temerse que podría dañar la adaptación de El conde Drácula de alto presupuesto que la BBC iba a emitir por las mismas fechas en que se hubiera emitido el serial. Una versión reescrita acabaría produciéndose en 1980 como State of Decay, dentro de la 18.ª temporada de Doctor Who.
Este fue el único serial de la serie clásica que se produjo fuera de los estudios de la BBC en Londres. Como se estaban haciendo trabajos técnicos en esos estudios se trasladó la producción a los Pebble Mill Studios de BBC Birmingham. Según los comentarios del DVD de Louise Jameson, John Abbott y Terrance Dicks, hubo una escena en la tercera parte que fue crucial para mejorar la relación entre Jameson y Tom Baker. En esa escena, él salía repetidamente antes de tiempo, poniéndola de los nervios. Diciendo que esa entrada "no era lo que habían ensayado", ella insistió en tres tomas consecutivas hasta que él salió cuando lo habían planificado. Esto ganó el respeto de él hacia ella. Desde ese momento, ella dice que su relación de trabajo fue mucho más fluida.
Muchos elementos del serial estaban basados en un poema, Flannan Isle de Wilfrid Wilson Gibson que el Doctor cita al final de la historia. El poema mismo estaba inspirado en la misteriosa desaparición de tres fareros de las islas Flannan en 1900.